# Lions Rump
Lions Rump è un promontorio 2 km a nord-nordest di Low Haed che forma il lato ovest dell'ingresso della baia di re Giorgio sull'omonima isola nelle isole Shetland meridionali, in Antartide. Fu mappato e gli venne dato il suo nome nel 1937 dal personale della Discovery Investigations di istanza sulla RSS Discovery II. La cresta Chopin si sviluppa tra la Lions Rump e Low Head. L'elemento roccioso noto come "Torre Martello" si trova a 4 km a nord-nordovest.

## Conservazione
Il promontorio è stato identificato come Important Bird Area (IBA) da BirdLife International perché ospita una grande colonia riproduttiva di pinguini di Adelia, con circa 12.000 coppie registrate nel 1980. Altri uccelli che nidificano nel sito in numero minore includono pinguini Papua e antartici, ossefrighe del sud, procellarie del Capo, uccelli delle tempeste di Wilson e pancianera,chioni bianchi, stercorari antartici e di McCormick, zafferani meridionali e sterne antartiche. Sulle spiagge si riproducono gli elefanti marini del sud, le otarie orsine antartiche e le foche di Weddell.
Il confine dell'Important Bird Area di 149 ettari è anche protetto dal Trattato Antartico come Area Specialmente Protetta dell'Antartide (ASPA 151), designato come tale per la protezione dei valori ecologici dell'area, inclusi licheni, piante vascolari e uccelli e di esempi rappresentativi di habitat marittimi antartici..